# Abū l-Laith as-Samarqandī
Abū l-Laith as-Samarqandī (arabisch أبو الليث السمرقندي, DMG Abū l-Laiṯ as-Samarqandī; geb. 944; gest. 983) war ein hanafitischer Faqih und maturiditischer Theologe. Sein bekanntestes Werk ist seine Koranexegese (tafsīr) mit dem Titel Baḥr al-ʿUlūm, im Allgemeinen bekannt als Tafsīr as-Samarqandī.

## Werke (Auswahl)
- بحر العلوم / Baḥr al-ʿUlūm
- تنبيه الغافلين / Tanbīh al-Ġālifīn